# Troisième dimanche de l'Avent

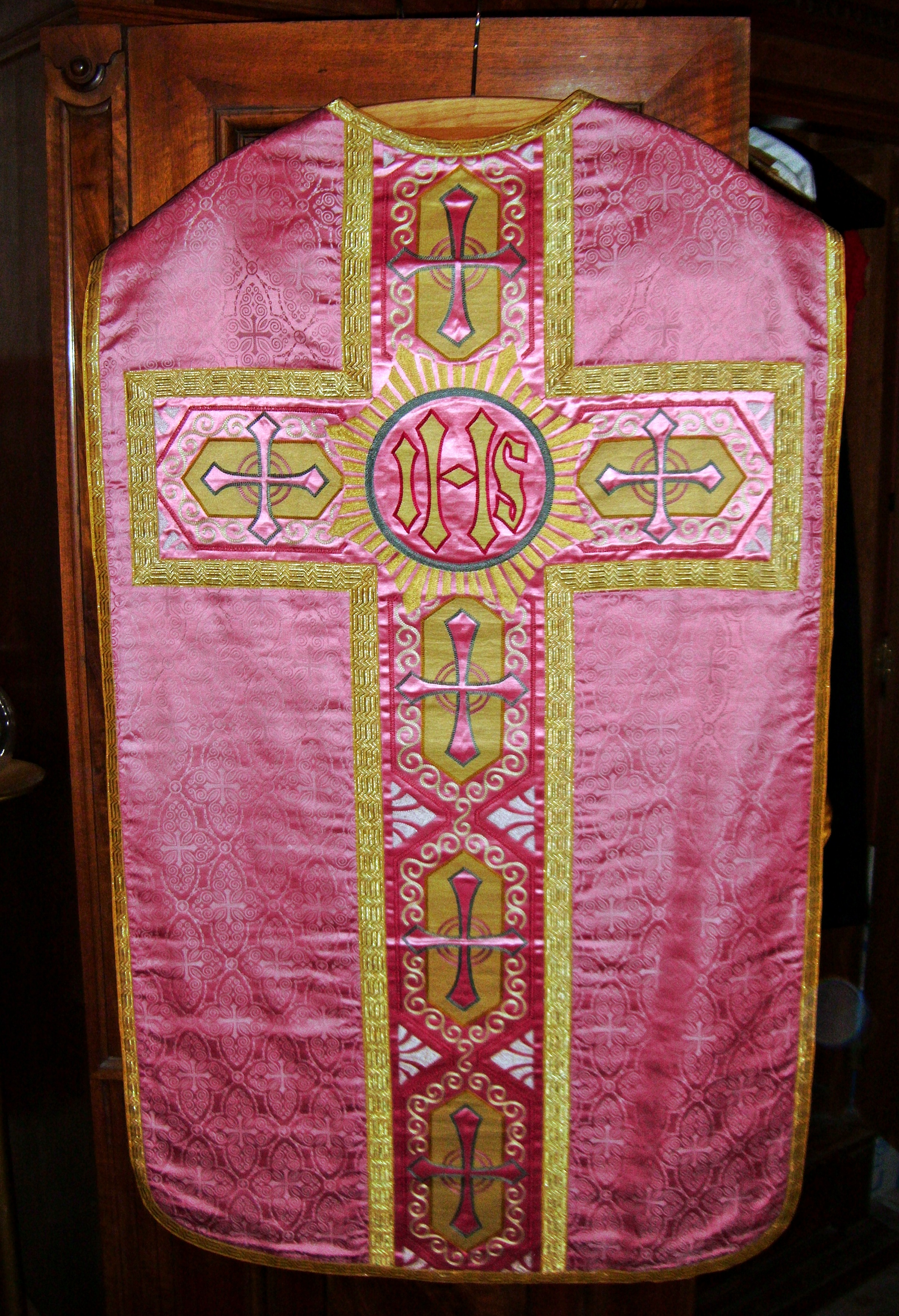
Ancienne chasuble rose des dimanches Laetare et Gaudete.

Le troisième dimanche de l'Avent, ou dimanche de Gaudete, se situe entre une et deux semaines avant Noël dans le calendrier liturgique catholique du rite romain.

## Dimanche deGaudete
Le troisième dimanche de l'Avent est aussi appelé dimanche de Gaudete. En effet, dans le Missel romain, l'introït de la messe de ce dimanche commence par la phrase latine suivante : « Gaudete in Domino semper : iterum dico, gaudete » (« Réjouissez-vous toujours dans le Seigneur ; je le répète, réjouissez-vous ! »). Cette phrase rappelle la joie de l'Église dans l'attente de l'avènement du Christ.
- Gaudete in Domino, en vieux-romain (dit Graduel de Sainte-Cécile de Transtevere, notation du chant papal copié en 1071 à Rome) [manuscrit en ligne]

C'est pourquoi les vêtements liturgiques, violets pendant tout le temps de l'Avent, peuvent exceptionnellement être roses ce jour-là. Pour la même raison cette possibilité existe le quatrième dimanche de Carême.

## Les textes proposés les années A

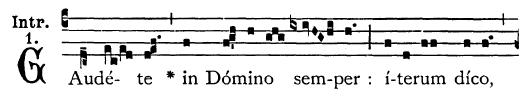
Introït grégorien du 3e dimanche de l'Avent, surnommé « dimanche de Gaudete »
.

- Première lecture : Livre d'Isaïe, chapitre 35, versets 1 à 6a, et 10 (voir s:Livre d'Ésaïe)
- Psaume : Psaume 145 (146), versets 7 à 10 : Alléluia ! Chante, ô mon âme (voir s:Livre des Psaumes#Psaume 146)
- Deuxième lecture : Épître de Jacques, chapitre 5, versets 7 à 10 (voir s:Épître de Jacques)
- Évangile : Évangile selon Matthieu, chapitre 11, versets 2 à 11 (voir s:Évangile selon Matthieu)

## Les textes proposés les années B
- Première lecture : Livre d'Isaïe, chapitre 61, versets 1 à 2a, et 10 à 11 (voir s:Livre d'Ésaïe)
- Psaume : le Magnificat : Mon âme exalte le Seigneur, dans l'Évangile selon Luc, chapitre 1, versets 46 à 50, et 53 à 55 (voir s:Évangile selon Luc)
- Deuxième lecture : Première épître aux Thessaloniciens, chapitre 5, versets 16 à 24 (voir s:Première épître aux Thessaloniciens)
- Évangile : Évangile selon Jean, chapitre 1, versets 6 à 8, et 19 à 28 (voir s:Évangile selon Jean)

## Les textes proposés les années C
- Première lecture : Livre de Sophonie, chapitre 3, versets 14 à 18a (voir s:Sophonie)
- Psaume : Livre d'Isaïe, chapitre 12, versets 2, et 4 à 6 : Voici, Dieu est ma délivrance (voir s:Livre d'Ésaïe)
- Deuxième lecture : Épître aux Philippiens, chapitre 4, versets 4 à 7 (voir s:Épître aux Philippiens)
- Évangile : Évangile selon Luc, chapitre 3, versets 10 à 18 (voir s:Évangile selon Luc)

### Dictionnaire en ligne
- Robert Le Gall, Dictionnaire de liturgie : Gaudete